# Gritli von Mitterwallner
Gritli von Mitterwallner (* 3. Oktober 1925 in Friedrichshafen; † 12. Juli 2012) war eine deutsche Indologin.

## Leben
Nach der Promotion zum Dr. phil. in München 1964 und Habilitation dort 1971 wurde sie ebenda Professorin für Indologie (1978–1991).

## Schriften (Auswahl)
- Chaul. Eine unerforschte Stadt an der Westküste Indiens (Wehr-, Sakral- und Profanarchitektur). Berlin 1964, OCLC 1089993223.
- Münzen der späten Kuṣāṇas, des Hunnen Kirada/Kidara und der frühen Guptas. München 1983, ISBN 3-88073-132-2.
- Kuṣāṇa coins and Kuṣāṇa sculptures from Mathurā. Mathurā 1986, OCLC 246801760.

| Personendaten    | Personendaten             |
| ---------------- | ------------------------- |
| NAME             | Mitterwallner, Gritli von |
| KURZBESCHREIBUNG | deutsche Indologin        |
| GEBURTSDATUM     | 3. Oktober 1925           |
| GEBURTSORT       | Friedrichshafen           |
| STERBEDATUM      | 12. Juli 2012             |